# Södermannagatan

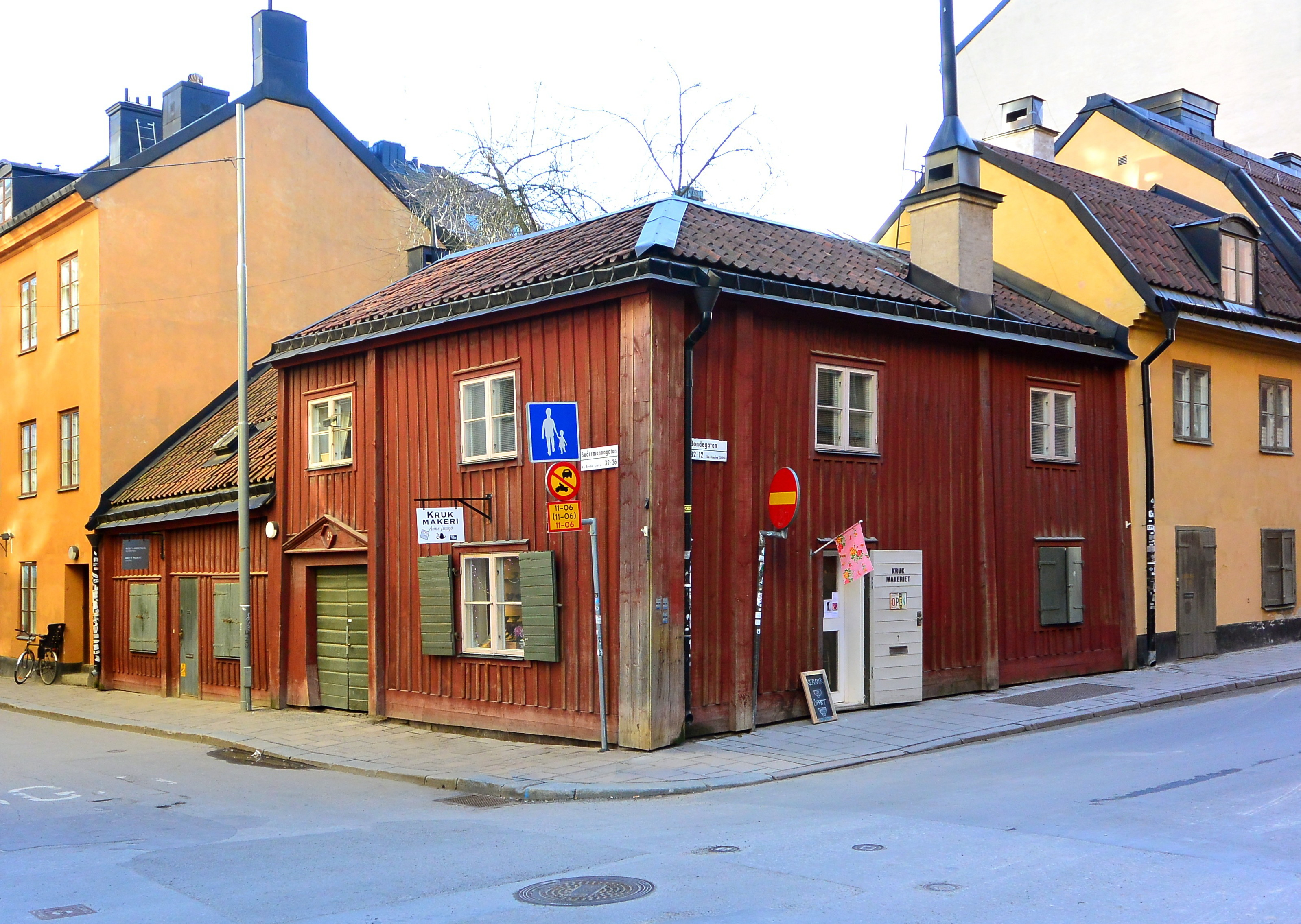
Bonden större 44, två kvarvarande trähus och ett stenhus från 1700-talet i hörnet Bondegatan 32 / Södermannagatan 26.

Södermannagatan är en gata i stadsdelen Södermalm i Stockholm. Den sträcker sig från Tjärhovsgatan vid Katarina norra skola till Bohusgatan vid Stora Blecktornsparken.

## Beskrivning

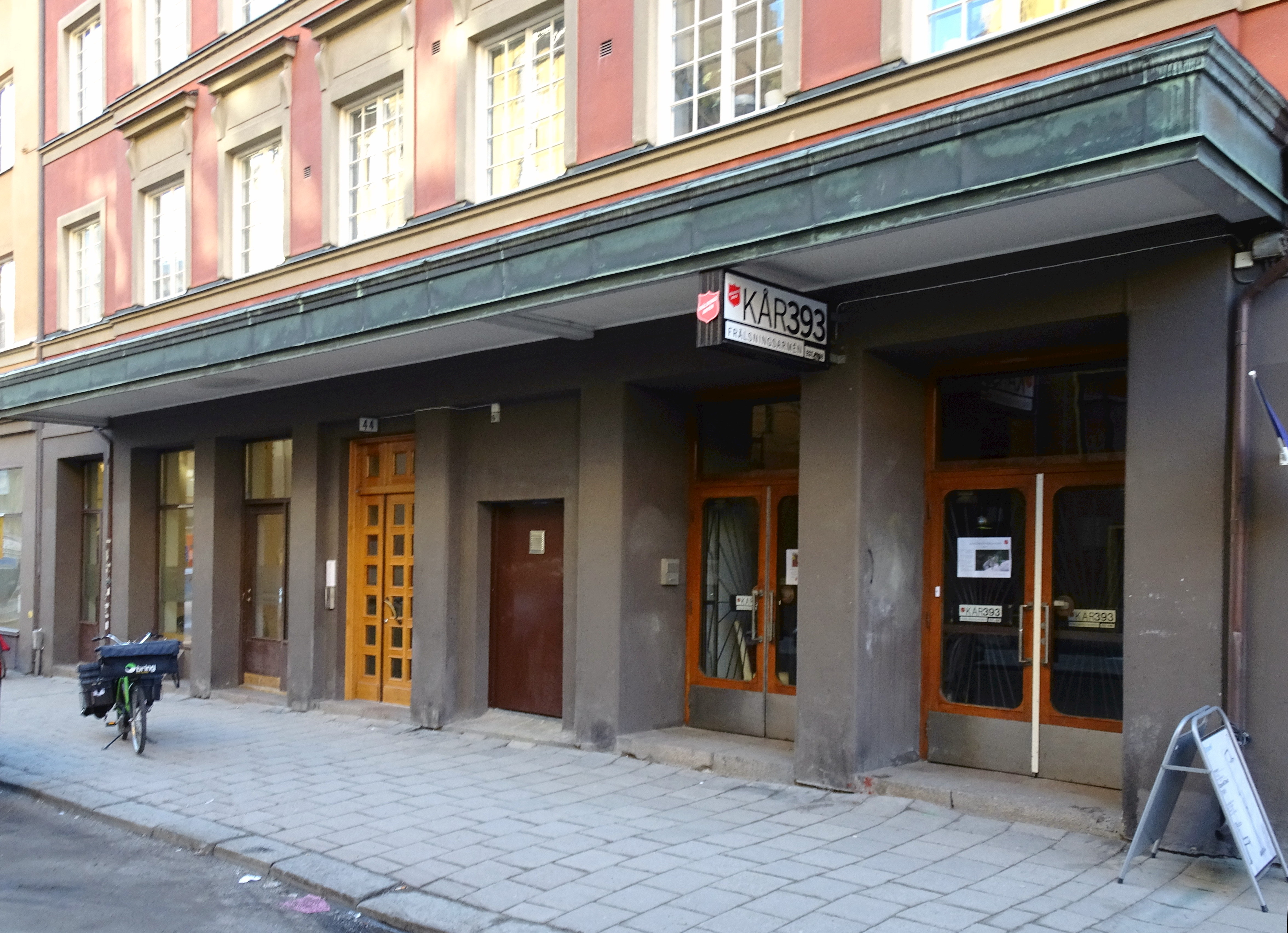
Nr 44, entré till f.d. biograf Ugglan.

Det finns huvudsakligen bostadshus men den är också en av gatorna som ingår i det så kallade SoFo-området på Söder (South of Folkungagatan). Där finns många caféer, secondhandbutiker och modebutiker. 
Gatan fick sitt nuvarande namn efter Stockholms stadsfullmäktiges beslut om namnrevision 16 juni 1885. Tidigare belagda namn på gatan är Sörmannelandsgattunn från 1668 och Södermanlandz Gatan från 1674.

## Intressanta byggnader
- Vid Södermannagatan 26, hörnet Bondegatan, står två rödmålade, panelade trähus byggda före 1748. De är blåmärkta av Stadsmuseet i Stockholm vilket innebär att de har "synnerligen höga kulturhistoriska värden". Byggnaden ägs och förvaltas av kommunägda AB Stadsholmen (se Bonden större 44).[2]
- Ytterligare en blåmärkt och socialhistoriskt värdefull fastighet från 1853 ligger vid Södermannagatan 28–32 (se Bonden större 45).
- Vid Södermannagatan 44, hörnet Gotlandsgatan låg biografen Ugglan (ej att förväxla med före detta Biografen Ugglan på Folkungagatan). Biografen och huset ritades av arkitekt Björn Hedvall och invigdes 1927. Ugglan stängde 1941 och den gamla biosalongen nyttjades därefter av Frälsningsarmén som kårsal.[3] Idag finns här Frälsningsarméns Kår 393, som är en församling "med hela människan - ande, själ & kropp - i fokus".[4]